# Курдибанівка

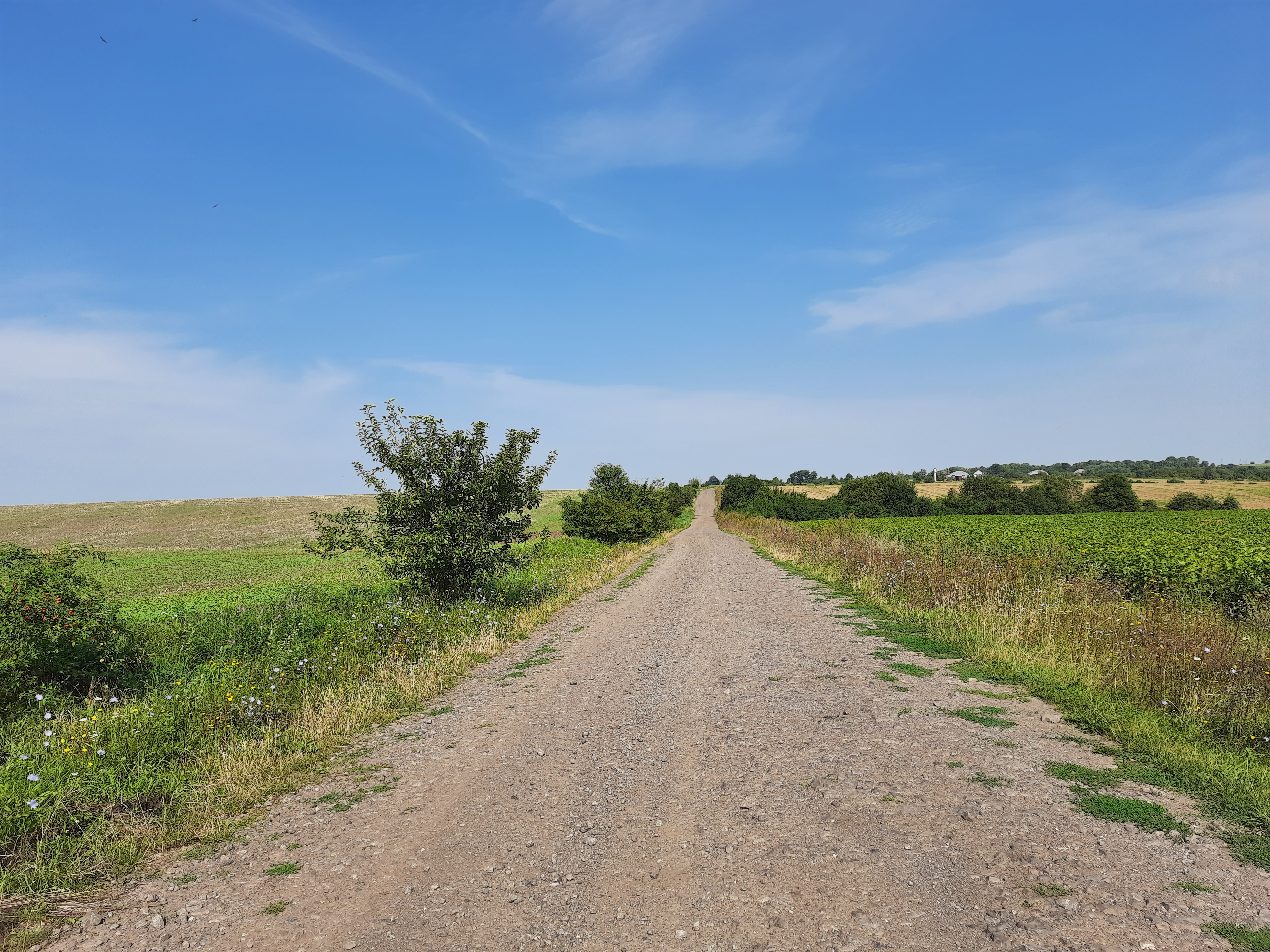
Дорога в село

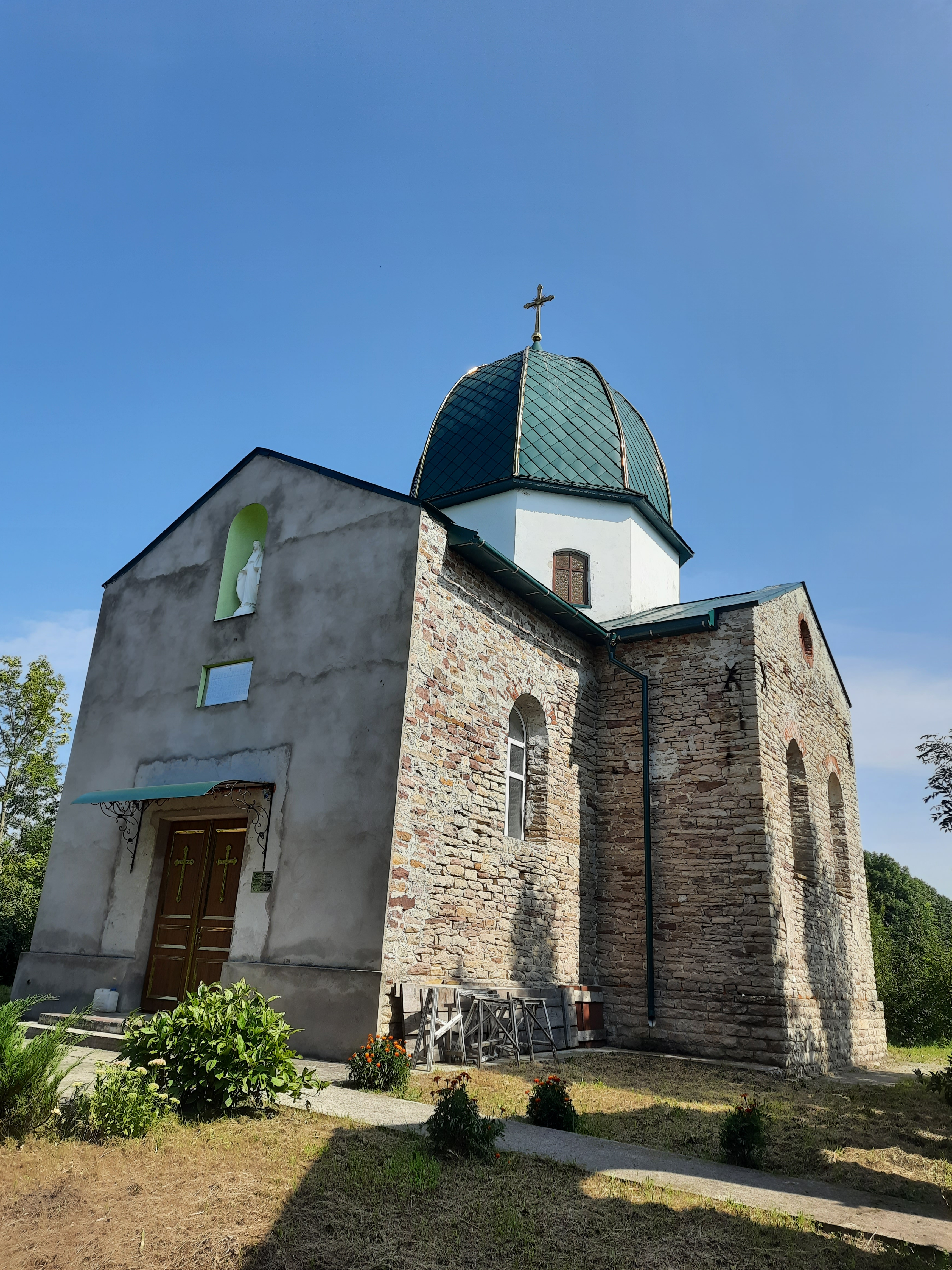
Церква Різдва Пресвятої Діви Марії

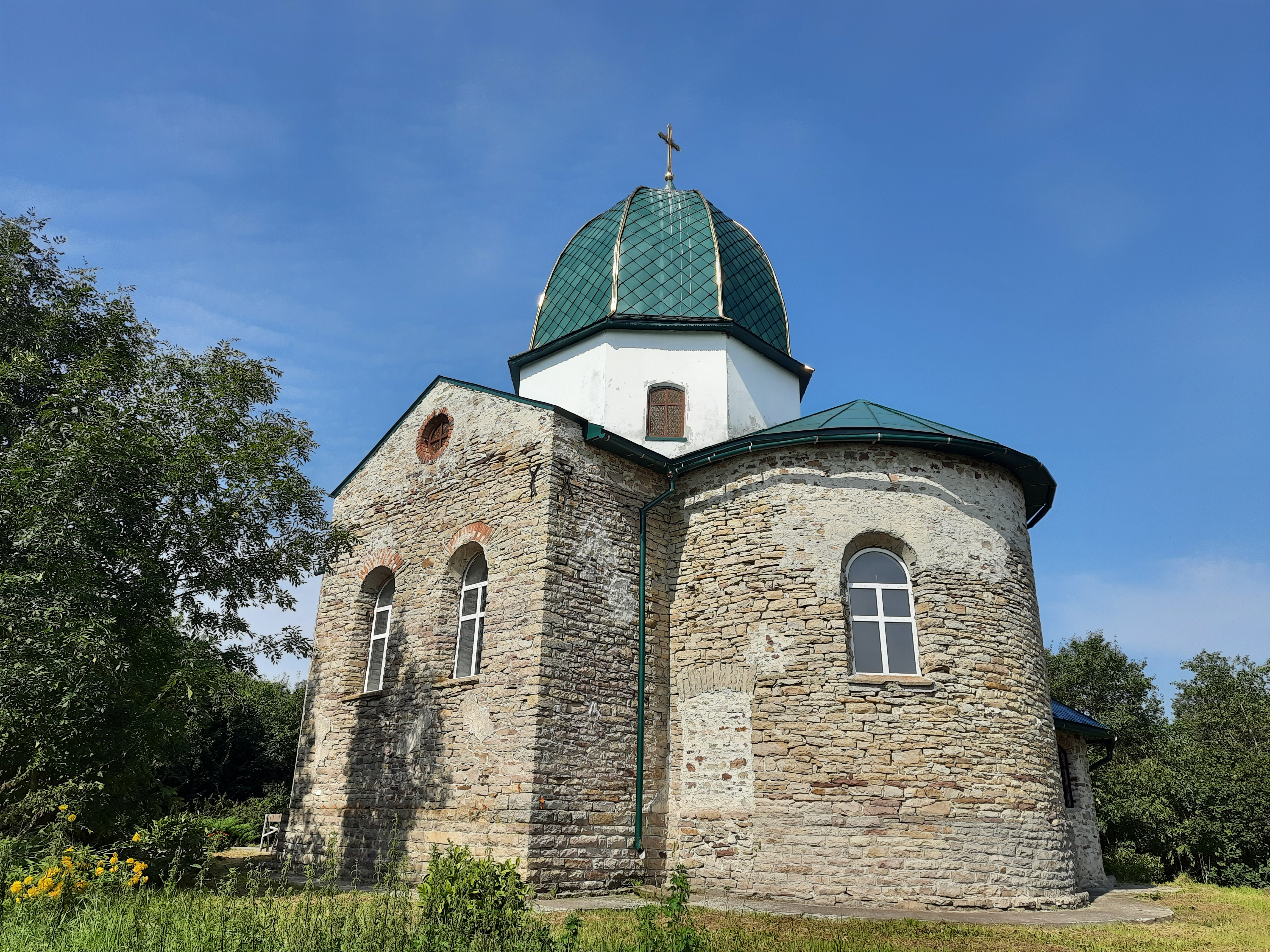
Церква Різдва Пресвятої Діви Марії

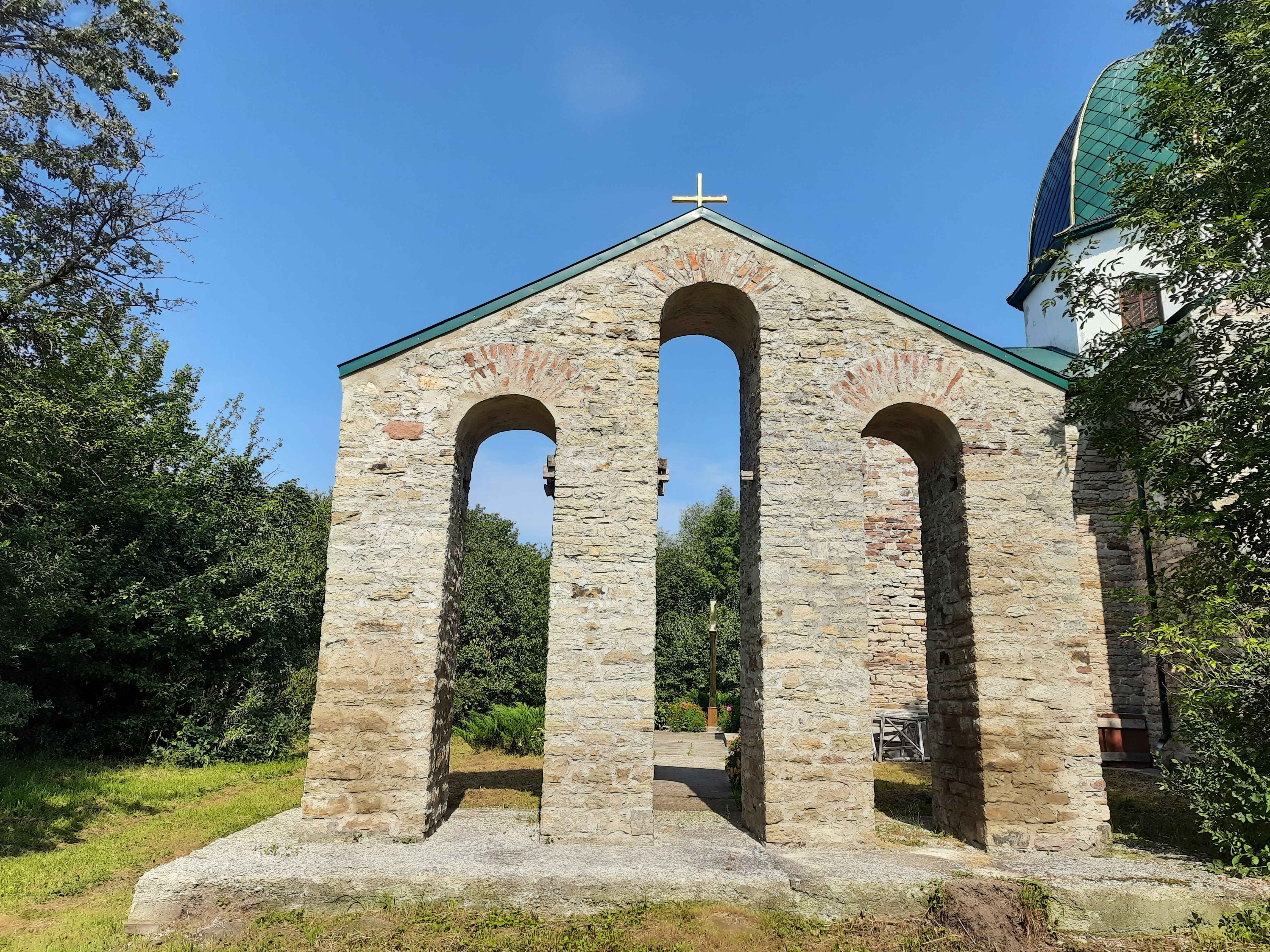
Церковна дзвіниця

Курдиба́нівка — село в Україні, у Бучацькій міській громаді Чортківського району Тернопільської області. Раніше підпорядковувалося Переволоцькій сільській раді.

## Назва села
Назва утворилась від прізвища поляка-поміщика Курдвановського, власника земель довкола сусіднього села — колись міста — Петликівці (з 1807 року — Старі Петликівці), на землях якого й виникла Курдибанівка. У писемних джерелах XVIII—XIX ст. назву села згадано у написанні Курдванувка (пол. Kurdwanówka).
Після скасування кріпацтва в 1848 році під час українського національного піднесення в краю було зроблено своєрідний переклад тієї назви. Корінь kurdwan було замінено на відповідне діалектне слово курдибан. Таким чином утворився український варіант назви села — Курдибанівка.

## Географія
Село розташоване у верхів'ї безіменного потічка (довжиною близько 7 км) у басейні річки Стрипа за 13 км на північний захід від центру громади. Курдибанівка — невеличке село серед полів, віддалене від шляхів сполучення. Річок і лісів немає, корисних копалин не виявлено. Єдине природне багатство — чорнозем.

## Історія

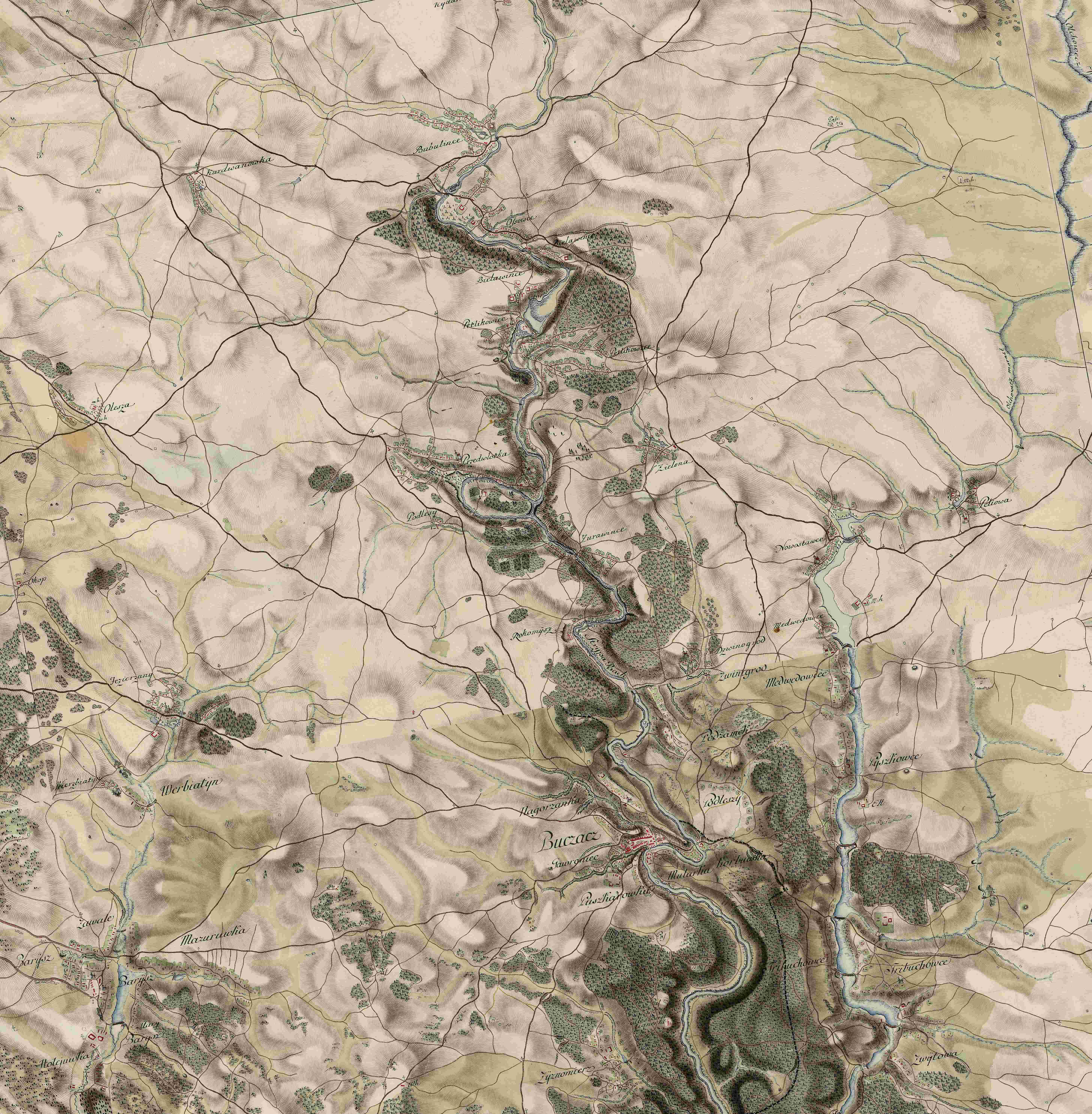
Курдибанівка на мапі фон Міґа, XVIII ст.

Поселення Курдванувка (пол. Kurdwanówka) було засноване наприкінці XVII століття, а письмово вперше згадується в 1710 році.
Зростання магнатського землеволодіння на західно-українських землях з кінця XVII століття призвело до занепаду дрібних господарств. Фактором їх обезземелення також ставав природний приріст населення, збільшення чисельності і розгалуження родин. Присадибна ділянка, з плином часу розподілена і перерозподілена поміж нащадками, вже не могла всіх їх утримати.
Унаслідок чого немало родин руської (української) шляхти з Бойківщини перебиралися на малозаселене Поді́лля. Їхній шлях на схід пролягав і через Бучаччину, яка на той час була вже досить щільно заселена і найбільш вигідні місця — коло річок, лісів, шляхів сполучення і т. ін., були вже зайняті.
Існували певні причини для утворення Курдибанівки:
- В цьому був зацікавлений землевласник. Адже тоді, щоб дістатися з панського двору в Петликівцях до полів, розташованих у верхів'ї вищезгаданого потічка (оптимальним шляхом — через Білявинці, Осівці), треба було подолати до 7 км, із них більше половини польовою дорогою, яка у дощову погоду ставала непридатною.
За таких умов вчасно обробити ту землю, зібрати урожай і доставити його на місце зберігання було досить складно. Тому потрібні були трудівники, які б серед тих піль і жили.
- Переселенню у володіння пана Курдвановського конкретних людей могли сприяти шляхтичі одного з ним прізвища, які на той час проживали в м. Стрий. Можливо, що його предки походили з тих країв і він віддав перевагу землякам.
- Новопоселенці тоді на певний термін (від 10 до 30 років) звільнялися від повинностей і податків, а пан для початку міг навіть надати своєрідний кредит у вигляді посівного зерна, рогатої худоби, тощо. Сприятливою умовою для них було також те, що не треба було далеко добиратись до поля.
За таких обставин була заснована Kurdwanówka, а першими її поселенцями була невеличка група осіб незаможної, української шляхти, що прибула з Бойківщини.
Єдність походження, спільна доля, близькість світогляду поселенців та відсутність корінних жителів на новому місці давали можливість жити скромно, але затишно, спокійно.
Згідно вищенаведеної карти Ф. фон Міга (1779—1782 рр.) через близько 100 років після заснування, Kurdwanówka складалась із окремих «дворищ»: господарського (відрізняється більшою будівлею — ймовірно панська комора) та 17-ти індивідуальних, що розташувались на одній вулиці уздовж правого берега у верхів'ї струмка («дворища» позначені зеленим кольором, будівлі — червоним). На відміну від навколишніх, давніших сіл (Бобулинці, Осівці, Білявинці, Петликівці, Переволока, Олеша), церкви в Курдибанівці тоді ще не було.
Представники колись привілейованої соціальної верстви, що мала свій герб — «Сас» (походження русько — волоське), у нових умовах та шляхта за матеріальним становищем не завжди відрізнялася від місцевих селян і вела однаковий з ними спосіб життя. Проте, у неї збереглася певна етнокультурна своєрідність, яка проявлялася в одязі, мові, манері поведінки, у родинних традиціях та громадському житті.
У 1909 році «Товариство руської шляхти в Галичині» розіслало відомим громадським діячам опитувальники. Про Бучацький повіт відповів Володислав Носковський із с. Сороки.
Витяг із опитувальника (діалект збережено):
<<1. Чи є у Вашім повіті які шляхетські села? Скілько їх? Як звуться? Число душ шляхти в кожнім селі?
1). Кійданів — од 1500 шляхти, а 500 хлопів;
2). Доброполе — од 800 шляхти руської, 800 польської;
3). Курдибанівка — од кількасот русинів, дрібка поляків.
Бачусь я троха шляхти в Олеші й Слобідці Долішній.>>
Власники (дідичі) села:
| Період                  | Ім'я                 | Прізвище       | Прим. |
| ----------------------- | -------------------- | -------------- | ----- |
| Остання чверть XVII ст. | Олександр            | Курдвановський |       |
| Початок XVIII ст.       | Маурицій             | Голуховський   |       |
| Кінець XVIII ст.        | -                    | Бєльські       |       |
| Перша половина XIX ст.  | -                    | Руссоцькі      |       |
| З 1870-х і до 1939 р.   | Ванда Ераст Феліціян | Коритовські    | графи |

До встановлення радянської влади в селі діяли товариство «Просвіта»та кооператив.
12 червня 2020 року, відповідно до розпорядження Кабінету Міністрів України № 724-р «Про визначення адміністративних центрів та затвердження територій територіальних громад Тернопільської області» увійшло до складу Бучацької міської громади.
19 липня 2020 року, в результаті адміністративно-територіальної реформи та ліквідації Бучацького району, увійшло до складу новоутвореного Чортківського району.
З 11 грудня 2020 р. село входить до складу Бучацької міської громади.

## Релігія
Більшість мешканців належали до греко-католицької церкви. Нечисленна громада не могла самостійно утримувати священика, тому церква завжди була приєднана до якоїсь парохії як дочірня.
| Рік  | Парохія             | Парох                      | К-ть вірних |
| ---- | ------------------- | -------------------------- | ----------- |
| 1841 | с. Переволока       | -                          | -           |
| 1893 | с. Старі Петликівці | о. Костянтин Манастирський | 407         |
| 1895 | -"-                 | -"-                        | 400         |
| 1900 | -"-                 | о. Роман Рудницький        | 416         |
| 1901 | -"-                 | -"-                        | 406         |
| 1909 | -"-                 | -"-                        | 426         |
| 1927 | -"-                 | о. Володимир Гук           | 465         |

Церква Різдва Пресвятої Діви Марії, збудована і благословлена:
1860 р. — дерев'яна;
1912 р. — мурована;
Частка мешканців, в основному поляки, були католиками. Костелу в селі не мали, а добирались до Старих Петликовець, де здавна діяла римо-католицька парафія.

## Пам'ятки
Церква (1912) та дзвіниця поряд.
Обидві муровані з бутового каменю, не штукатурені. Дзвіниця споруджена у вигляді стінки з проймами для розміщення дзвонів.
У квітні — липні 1944 року село опинилося в прифронтовій зоні Німецько-радянської війни і верхня частина церкви була зруйнована. Дзвони вивезли окупанти.
У 2014—2015 роках, зусиллями і коштом, в основному, вихідців із села провели роботи з відновлення церкви. 28 серпня 2016 року відбулося освячення відновленої церкви.

## Соціальна сфера
З 1997 року діє американсько-українське ТзОВ «Чайка», яке вирощує лікарські рослини.

## Населення
Одружувались курдибанівці переважно між собою. Рідше обирали подружжя з-за меж села і то здебільшого з людей шляхетського походження. До таких, зокрема, належали Куницькі, ймовірно із Золотого Потоку, Рогатинські із сусідніх Білявинців та інші. Таким чином утворилася окрема, замкнута громада. Проте у другій половині XIX століття, після скасування кріпацтва, в село почали переселятися поляки.
| Рік         | К-ть мешк. | В тому числі укр./ пол./ євр. | Дворів |
| ----------- | ---------- | ----------------------------- | ------ |
| 1779 — 1782 | -          | -                             | 17     |
| 1841        | 284        | -                             |        |
| 1880        | 379        | 256 / 117/ 6                  | -      |
| 1900        | 475        | 369 / 102/ 4                  | -      |
| 1915        | 408        | -                             | -      |
| 1921        | 494        | -                             | 79     |
| 1931        | 548        | -                             | 117    |
| 1939        | 590        | -                             |        |
| 1941        | -          | -                             | 117    |

За роки Першої світової війни, у тому числі російської окупації Галичини, населення зазнало значних втрат (див. 1915 р.) та руйнувань в ході бойових дій та обстрілів. Люди вмирали також від епідемічних захворювань, що спалахували (холера, тиф, віспа). Багатьох було мобілізовано до австро-угорського війська, з яких більше загинуло, деякі повернулися додому каліками. У добу національно-визвольних змагань 1917—1921 рр. в лавах УГА власне життя в обороні рідного краю віддали місцеві мешканці старші десятники Іван (син Миколи) і Петро (син Йосифа) Драгомирецькі, стрільці Никифор Драгомирецький (син Миколи) та Іван Монастирський (син Якова).
За таких обставин деякі курдибанівські жінки одружувалися з простолюдинами (хлопами) з навколишніх сіл. Таким чином у Курдибанівці з'явилися родини: Шевчук, Костів, Лесній, Лагошняк (з Мозолівки), Мандебура, Шуфляда.
За Польської Республіки (1918—1939) в село прибули нові колоністи — так звані мазури та оселились неподалік, на землях дідича (див.1939 р.).
Станом на 1944—1945 роки в Курдибанівці проживали наступні родини:
| Прізвища | К-ть дворів |
| --- | ----------- |
| Крушельницькі, Чайковські | по 19       |
| Драгомирецькі | 12          |
| Амборські | 9           |
| Білинські | 8           |
| Голинські | 6           |
| Кушицькі, Солтиси | по 4        |
| Гординські, Кільчицькі, Шевчуки | по 3        |
| Бачинські, Винницькі, Корчинські, Попелі, Яворські, Ригілі | по 2        |
| Волянські, Гошівські, Завадські, Крижанівські, Ломницькі, Скотницькі, Сузанські, Уруські, Ясінські, Рогатинські, Котовські, Закревські, Яновичі, Костіви, Лесній, Лагошняк, Мандебура, Шуфляда | по 1        |

У 2001 році в селі проживало 23 особи.

## Відомі люди
Уродженці села — жертви репресій комуністичного режиму: Амборський Петро Степанович, 1914 р.; Білинська Іванна Антонівна, 1929 р.; Білинська Надія Петрівна, 1930 р.; Білинський Володимир Іванович, 1929 р.; Білинський Йосип Антонович, 1909 р.; Білинський Михайло Сильвестрович, 1920 р.; Білинський Нестор Антонович, 1919 р.; Драгомирецький Володимир Іванович, 1920 р.; Драгомирецький Володимир Костянтинович, 1922 р.; Драгомирецький Йосип Омелянович, 1922 р.; Драгомирецький Михайло Йосипович, 1891 р.; Крижанівський Михайло Йосипович, 1900 р.; Крушельницький Антон Михайлович, 1921 р.; Крушельницький Михайло Григорович, 1902 р.; Крушельницький Михайло Іванович, 1888 р.; Чайковський Йосип Іванович, 1902 р.
Уродженець села — інвалід Німецько-польської війни 1939 р. Кушицький Іван Степанович, 1909 р.
Мешканець села — інвалід Першої світової війни Олекса Рогатинський, 1896 р.
У Курдибанівці народився господарник В. Винницький.